# Leuchtturm Dnister-Zaregrad
Der Leuchtturm Dnister-Zaregrad (ukrainisch Дністровський-Цареградський маяк Dnistrowskyj-Zaregradskyj majak, russisch Днестровско-Цареградский маяк Dnjestrowski-Zaregradski majak) ist ein Leuchtturm an der Schwarzmeerküste in der Gemeinde Satoka, Bezirk Bilhorod-Dnistrowskyj, Region Odessa in der Ukraine. Er bietet eine sichere Navigation zum Hafen von Bilhorod-Dnistrowskyj. Als einer der ältesten Leuchttürme der Ukraine steht er unter Denkmalschutz als Wahrzeichen der Ingenieurbaukunst.

## Lage

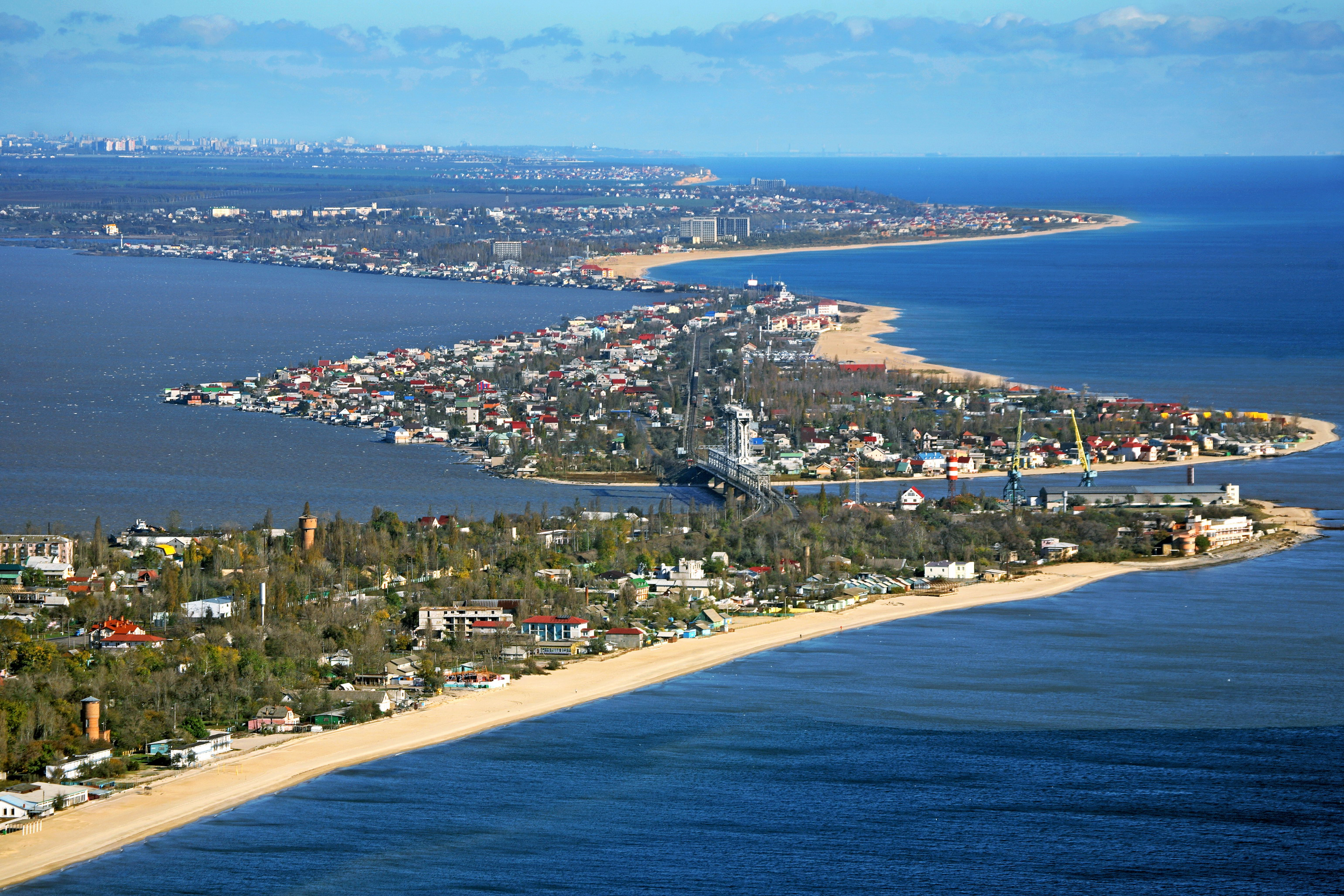
Luftbild der Mündung, 2007

Der Name des Leuchtturms Dnister-Zaregrad beschreibt seine geografische Lage im Nordwesten am Durchgang des Dnister-Liman und dem Hauptkanal der Dnister-Passage, wo die Dnister-Mündung mit dem Schwarzen Meer im Südosten verbunden ist.

## Geschichte
Im Jahr 1827 wurde zur Markierung der Dnister-Mündung ein Navigationszeichen mit zwei permanenten weißen horizontalen Lichtern gebaut, die sich 15 Meter über dem Meeresspiegel befanden und aus 4 bis 5 Seemeilen sichtbar waren. Die Lichtquelle wurde mit Rapsöl betrieben und bestand in dieser Form bis 1851.
Am 21. September 1851 wurde dem Navigationszeichen Dnister-Zaregrad der Status eines Leuchtturms verliehen, der ständig von einem Lotsen und einer aus sechs Seeleuten bestehenden Mannschaft besetzt war. Das Aussehen des Turmes blieb unverändert, er wurde jedoch erhöht. Gleichzeitig ersetzte man das Pflanzenöl durch Petroleum und stellte auf Dochtbeleuchtung um, was die Reichweite von 5 auf 7 Seemeilen erhöhte. Im Jahr 1884 wurde der Leuchtturm rekonstruiert. Anstelle eines Holzmastes wurde ein 16 m hoher Turm mit einem Laternenraum errichtet, in dem eine Fresnel-Linse mit Gasfeueranlage installiert war, was die Reichweite auf 10 Seemeilen erhöhte. 
Im Jahr 1900 erhielt die Schwarzmeerflotte aus Frankreich vorgefertigte Metallbaken aus der Werkstatt von Gustave Eiffel. Ein solches Leuchtfeuer wurde anstelle des ehemaligen Dnister-Zaregrad-Turms aufgebaut und hatte jetzt eine rotierende Linsen-Optik, was die Reichweite des Feuers wiederum auf 14 Seemeilen erhöhte.
Während des Zweiten Weltkriegs wurde der Leuchtturm 1944 beim Rückzug der deutschen Truppen zerstört. Wegen seiner Bedeutung für die Schifffahrt wurde er bereits Ende 1945 wieder vollständig restauriert. 1977 wurde auf dem Turm ein automatisches lichtoptisches Gerät ASA-500 installiert, was die Sichtweite des Feuers auf 16 Meilen erhöhte. 1989 wurde ein neuer quadratischer Stahlskelettturm mit Galerie, rot gestrichen in Betrieb genommen. Die obere Hälfte der Vorderseite des Turms ist von einem großen rot gestrichenen Tagzeichen (früher mit roten und weißen horizontalen Bändern bemalt) und einem weißen vertikalen Streifen auf der Reichweitenlinie umgeben.